# Kommunalstrejken i Sverige 1995
Kommunalstrejken i Sverige 1995 var en arbetskonflikt i Sverige 28 september-20 oktober 1995. Konflikten berörde framför allt sporten då de anläggningar som var beroende av kommunalarbetare inte gick att använda. Helsingborg, Trollhättan, Västerås och Luleå var de orter som berördes hårdast.

## Strejken
Svenska kommunalarbetareförbundet ville driva avtal som redan gällt andra om avtalsperiodens längd, nivån på lönepåslagen, företrädesrätten till ökad sysselsättning för deltidsarbetande samt arbetsgivarpotten. Under strejken pågick även blockad mot nyanställningar.

## Sporten
Sporten berördes hårt, och evenemang flyttades och sköts upp.

### Bandy
Bandyns seriespel berördes aldrig, eftersom det drog igång först i november 1995 då strejken var över.

### Basket
Basketligan hade börjat den 22 september 1995, men fick skjutas upp då strejken kom.

### Fotboll
Fotbollen kunde spelas, men många matcher flyttades till anläggningar som inte var berörda. Vissa såg även positivt på detta, eftersom det under arbetskonflikten bjöds toppfotboll även på orter som mindre kända för framgångsrika fotbollsklubbar. Fotbollsallsvenskan spelade bland annat på Röavallen i Skärhamn, Smedby IP i Norrköping, Lomma IP utanför Malmö och Strandvallen i Mjällby medan det bjöds på Damallsvenskan på Moheda IP.
Halmstads BK fick spela hemmamatchen mot IFK Göteborg på Olympia i Helsingborg samt Cupvinnarcupmatchen hemma mot AC Parma på Gamla Ullevi i Göteborg.

### Innebandy
Elitserierna för herrar och damer hade inte börjat då konflikten inleddes, och påbörjades först efter strejken.

### Ishockey
Elitserien kunde inte spela, eftersom inga kommunala ishallar fick användas. Eftersom man fruktade strejk flyttades omgång 3 till onsdagen den 27 september 1995, en dag före det planerade datumet. Under strejken spelades istället träningsturneringar i tillgängliga ishallar, till exempel "Globen Cup" i Globen, som inte berörts av konflikten. Den 24 oktober 1995 drog serien igång igen.
En uppmärksammad händelse under arbetskonflikren var då spelaren Bengt Åkerblom avled efter att ha träffats av en skridsko mot halsen, under en match mellan Brynäs IF och Mora IK i Mora ishall.

#### Juniorvärldsmästerskapet 1996
Elitserien i ishockey använde sig under säsongerna 1987/1988-1995/1996 av ett seriesystem där två av de 12 lagen efter 22 omgångar föll ner till Allsvenskan i ishockey före jul. I vanliga fall var detta avgjort vid Luciatid, och därefter följde vid denna tid ett cirka en månads långt juluppehåll. På grund av kommunalstrejken 1995 ansåg man sig inte under Elitserien hinna detta före jul, hade bara spelat 18 matcher före jul. Sedan kom Izvestijaturneringen emellan och ansågs hindra vidare spel, och jul- och mellandagarna var bokade för bland annat juniorvärldsmästerskapet och Europacupen. Då Elitserien fortsatte igen i januari 1996 uppstod en konflikt mellan Svenska Ishockeyförbundet och nedflyttningshotade Rögle BK, som kallade hem spelare från svenska juniorlandslagsuppdraget under pågående juniorvärldsmästerskap i USA, där Sverige nådde finalen. Rögle BK misslyckades med att hålla sig kvar, förlorade borta mot HV71 med 1-8 den 11 januari 1996 och Sverige förlorade finalen mot Kanada med 1-4. Fortsättningsserien startade den 14 januari 1996.

### Volleyboll
Volleybollen skulle börjat i slutet av september 1995, men premiären fick skjutas upp till efter strejken.

### Fotnoter
1. ↑   Horisont 1995. Bertmarks
2. ↑  ”Svenska kommunalarbetareförbundet”. Arkiverad från originalet den 22 augusti 2011. https://web.archive.org/web/20110822104653/http://www.kommunal.se/Kommunal/Om-Kommunal/Kommunal-100-ar/Kommunals-strejkhistoria/. Läst 16 september 2011.
3. ↑   (på svenska)Fotboll 95 (Fotbollextras årsbok 1995). 1995.
4. ↑  ”Halmstads BK”. Arkiverad från originalet den 23 augusti 2010. https://web.archive.org/web/20100823141544/http://www.hbk.se/extra/news/?module_instance=1&id=3093. Läst 16 september 2011.
5. ↑  ”Hockeysnack”. 15 oktober 2005. Arkiverad från originalet den 4 mars 2009. https://web.archive.org/web/20090304122603/http://www.hockeysnack.com/permalink/594594. Läst 15 september 2011.
6. ↑  ”Svenska fans”. 20 september 2007. http://www.svenskafans.com/hockeyzon/193246.aspx. Läst 16 september 2011.
7. ↑   (på svenska)Hockey (CEWE) (1, 4). 1995.